# 下野 (市原市)
下野（しもの）は、千葉県市原市の市津地区にある大字。市原市役所市津支所が置かれている。郵便番号は290-0154。

## 概要
市原市北部の市津地区にある。市原市役所市津支所が置かれる行政における地区内の中心地域にあたる。また、市原市立市津公民館も置かれている。北部は田園地帯が広がり、南部は森林が広がっている。

## 地理
北から東は潤井戸、南は喜多、西は永吉と接している。

## 世帯数と人口
2022年4月1日現在の世帯数と人口は以下の通りである。
| 町丁字 | 世帯数  | 人口  |
| ------ | ------- | ----- |
| 下野   | 151世帯 | 334人 |

## 通学区域
市立小学校・市立中学校及び県立高等学校の通学区域は以下の通りである。
| 町丁字 | 番地 | 小学校             | 中学校             | 高等学校 |
| ------ | ---- | ------------------ | ------------------ | -------- |
| 下野   | 全域 | 市原市立湿津小学校 | 市原市立湿津中学校 | 第9学区  |

## 施設
- 市原市役所市津支所

## 交通

### 鉄道
大字内に駅はないが、最寄り駅はちはら台駅である。ただし、駅までかなり距離がある。

### バス
- 運行会社は小湊鉄道塩田営業所、最寄りバス停は下野[7]

| 系統 | 経由     | 行き先       | 参考       |
| ---- | -------- | ------------ | ---------- |
| 五04 |          | ちはら台団地 | 1日1本のみ |
| 五04 | 労災病院 | 五井駅東口   | 上記と同じ |

### 道路
- 千葉県道21号五井本納線